# Maria Hill
Maria Hill ist eine Comicfigur der Marvel Comics. Es handelt sich um eine hochrangige Agentin der fiktiven Geheimorganisation S.H.I.E.L.D., die nach der HYDRA-Unterwanderung von S.H.I.E.L.D. für Stark Industries und darauffolgend für die Avengers arbeitet. Die Figur hatte im März des Jahres 2005 in der 4. Ausgabe der Comic-Reihe The New Avengers Vol. 1 ihren ersten Auftritt und wurde von Brian Michael Bendis und David Finch erschaffen.

## Charakterisierung
Maria Hill wurde in Chicago geboren. Während Marias Geburt verstarb ihre Mutter – eine Tatsache an der ihr Vater Ed Vernon Maria die Schuld gibt, weshalb sie nie ein gutes Verhältnis zueinander hatten. Als junge Erwachsene schloss sich Maria den United States Marine Corps an und wurde später S.H.I.E.L.D.-Agentin. Hill ist eine Kampfkünstlerin, die im Umgang mit Waffen über eine hohe Treffsicherheit verfügt. Ihre hartgesottene und pragmatische Persönlichkeit macht sie zu einer objektiven Agentin, die darüber hinaus über ausgezeichnete Verhörmethoden verfügt.

## Veröffentlichungen

### Realverfilmungen

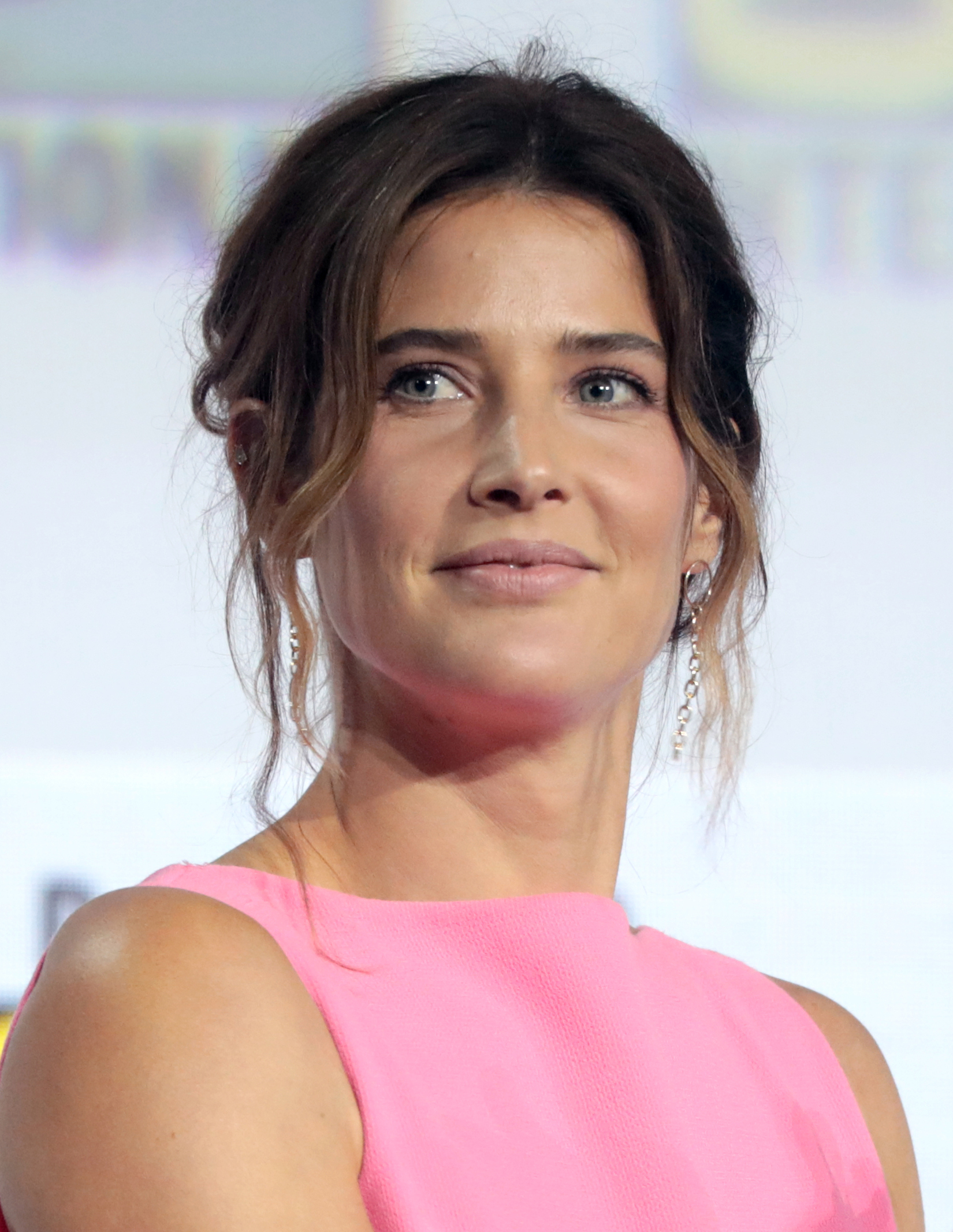
Cobie Smulders, hier auf San Diego Comic-Con 2019, schlüpfte 2012 erstmals in die Rolle von Maria Hill

In Marvel’s The Avengers (2012) schlüpft Cobie Smulders erstmals in die Rolle von Maria Hill. Im Film steht sie S.H.I.E.L.D.-Direktor Nick Fury zur Seite, während er gemeinsam mit den Avengers versucht, eine globale Bedrohung durch Thors Halbbruder Loki zu verhindern.
In der ersten Episode der Serie Agents of S.H.I.E.L.D. unterstützt Maria Hill Phil Coulson bei der Rekrutierung für sein persönliches Team für Außeneinsätze. Coulson wurde, noch vor Beginn der Serie, wieder ins Leben geholt, nachdem er von Loki ermordet worden war.
In The Return of the First Avenger (2014) unterstützt Maria Hill Nick Fury, Steve Rogers (Captain America), Natascha Romanoff (Black Widow) und Sam Wilson (Falcon) im Kampf gegen „Bucky“ Barnes (Winter Soldier) und Alexander Pierce, der als einer der Köpfe von HYDRA über Jahrzehnte verdeckt S.H.I.E.L.D. unterwanderte, weshalb S.H.I.E.L.D. zerfiel und offiziell aufgelöst wurde.
In der 20. Episode von Agents of S.H.I.E.L.D. arbeitet Hill nach der offiziellen Auflösung von S.H.I.E.L.D. für Stark Industries und unterstützt Phil Coulson bei einer Operation gegen den ehemaligen und später verfeindeten S.H.I.E.L.D.-Agent Grant Ward. In der 41. Episode erfährt Hill von Coulson, dass sich Lokis Zepter in Sokovia befindet, woraufhin sie die Avengers dorthin entsendet, um das Zepter zurückzuerobern. Zudem startet sie gemeinsam mit Coulson das Theta-Protokoll, mit dem ein geborgener Helicarrier wieder zum Einsatz gebracht wird. 
Maria Hill operiert in Avengers: Age of Ultron (2015) im Hintergrund, während die Avengers sich im Kampf gegen Ultron befinden. Im finalen Kampf mit Ultron bringen Hill und Fury den von ihr und Coulson geretteten Helicarrier zum Einsatz, um die Bewohner Sokovias zu evakuieren.
Nachdem Thanos die halbe Bevölkerung des Universums auslöschte, zerfällt Maria Hill in der Post-Credit-Szene von Avengers: Infinity War (2018) ebenfalls zu Staub, während sie mit Nick Fury unterwegs ist, bevor auch er zu Staub zerfällt. In Avengers: Endgame werden beide zusammen mit den anderen verschwundenen Personen durch die verbliebenen Avengers zurückgeholt.
Gemeinsam mit Nick Fury unterstützt Maria Hill im Film Spider-Man: Far From Home Peter Parker (Spider-Man) im Kampf gegen die Elementals und Quentin Beck (Mysterio). In der Post-Credit-Szene sind Talos und Soren, zwei Gestaltenwandler der Alien-Rasse namens Skrulls, zu sehen, die sich die ganze Zeit auf Anweisung vom echten Nick Fury als Fury und Hill ausgegeben hatten. Nick Fury befand sich während der Vorfälle auf einem Skrull-Raumschiff, welches er auch kommandiert.

### Zeichentrick-Adaptionen
- Maria Hill tritt in der Zeichentrickserie Iron Man – Die Zukunft beginnt (2009–2012) in Erscheinung.
- Maria Hill ist eine Nebenfigur in der Serie Die Avengers – Die mächtigsten Helden der Welt (2010–2012).
- In dem im Jahr 2013 veröffentlichten Zeichentrickfilm Iron Man: Rise of Technovore tritt Maria Hill in Erscheinung.
- Maria Hill tritt in dem Zeichentrickfilm Avengers Confidential: Black Widow & Punisher aus dem Jahr 2014 in Erscheinung.
- In mehreren Episoden der Zeichentrickserie Marvel Disk Wars: The Avengers (2014–2015) tritt Maria Hill auf.
- In der 26. Episode der Zeichentrickserie Avengers – Gemeinsam unbesiegbar (2014) hat Maria Hill ebenfalls einen Auftritt.

### Spiele
- Maria Hill erscheint im Computer-Rollenspiel Marvel: Ultimate Alliance 2 aus dem Jahr 2009 als ein Nicht-Spieler-Charakter.
- Als Nicht-Spieler-Charakter erscheint Maria Hill auch im Facebook-Spiel Marvel Avengers Alliance aus dem Jahr 2012.
- Maria Hill hat einen Auftritt im MMO-Videospiel Marvel Heroes aus dem Jahr 2013.
- Maria Hill erscheint als freischaltbarer Charakter im Videospiel Lego Marvel Super Heroes aus dem Jahr 2013.
- In dem Facebook-Spiel Marvel Avengers Alliance Tactics aus dem Jahr 2014 tritt Maria Hill als Nicht-Spieler-Charakter auf.
- In dem im Jahr 2016 erschienenen Videospiel Lego Marvel's Avengers erscheint Maria Hill als freischaltbarer Charakter.